# Salim Zanoun
Salim Zanoun (en árabe: سليم الزعنون‎: , Salim al-Za'nun), también conocido como Abu al-Adib, (Gaza, Mandato británico de Palestina, 28 de diciembre de 1933-Amán, 14 de diciembre de 2022) fue un político palestino. Ejerció el cargo de presidente del Consejo Nacional Palestino desde 1993. Zanoun fue uno de los fundadores de Fatah y sigue siendo miembro de su comité central.

## Vida
Zanoun comenzó a estudiar derecho en la Universidad de El Cairo en 1955. Obtuvo la diplomatura en derecho en 1957, así como otra diplomatura en ciencias políticas y económicas en 1958. Fue elegido por consenso a la presidencia del Consejo Nacional Palestino en 1996, en su 21.ª sesión organizada en Gaza. También ejerció la presidencia rotatoria del Parlamento Árabe en su 16º Congreso en marzo de 2010.

## en Referencias
1. ↑  Redacción (14 de diciembre de 2022). «وفاة رئيس المجلس الوطني الفلسطيني السابق سليم الزعنون». Arab48 (en árabe). Consultado el 16 de diciembre de 2022.
2. ↑  Rachelle Kliger and Helda Eriqat (13 de agosto de 2009). «Will Fatah's New Faces Bring New Policies?». The Media Line. Archivado desde el original el 8 de abril de 2018.
3. ↑  UCC Palestine Solidarity Campaign. «Salim Zanoun (al-Za'nun)». Palestine: Information with Provenance. Archivado desde el original el 4 de octubre de 2012.
4. ↑  «Palestine National Council’s Presidents». Palestine National Council. Archivado desde el original el 6 de junio de 2013. Consultado el 19 de noviembre de 2011.
5. ↑  «سليم الزعنون يتسلم رئاسة الاتحاد البرلماني العربي» (en árabe). Consejo Nacional Palestino. Archivado desde el original el 2 de abril de 2012. Consultado el 19 de septiembre de 2011.

- Datos: Q12216618
- Multimedia: Salim Zanoun / Q12216618